# Wiwilí de Nueva Segovia
Wiwilí de Nueva Segovia é um município da Nicarágua, situado no departamento de Nueva Segovia. Tem 398 km² de área e sua população em 2020 foi estimada em 17.975 habitantes.